# Roger de Bussy-Rabutin
Roger de Bussy-Rabutin, född 18 april 1618 och död 9 april 1693, var en fransk krigare och författare.
Bussy-Rabutin blev 1665 medlem av Franska akademien, och utgav Historie amoureuse de Gaules (1666), Mémoires (2 band, 1696), Lettres (4 band, 1697), Nouvelles lettres (3 band, 1709), samt en Histoire abrégée de Louis le grand.